# راشد رؤوف
راشد رؤوف (بالإنجليزية: Rashid Rauf)‏ (1981 – 22 نوفمبر 2008)، هو بريطاني باكستاني، ويقال أنه عضو في تنظيم القاعدة.

## حياته
ولد رؤوف في إنجلترا من أب وأم باكستانيين، ونشأ في برمنغهام حيث كان والده خبَّازَا. تزوج رؤوف من أحد أقرباء محمد مسعود أظهر.
اعتُقل في باكستان في أغسطس 2006، قبل يوم واحد من اعتقاله قال وزير الداخلية الباكستاني أفتاب أحمد خان عنه أنه «يُعتقد أنه ينتمي لتنظيم القاعدة في أفغانستان».
وفي ديسمبر 2006 قالت محكمة مكافحة الإرهاب في روالبندي أنه لم يتم العثور على أي دليل على مشاركته في أنشطة «إرهابية»، وخُفِّضَت الاتهامات إلى التزوير وحيازة متفجرات.
حسب المصادر الرسمية فإنه قد هرب من السجن في ديسمبر 2007، ثم قُتِل من قبل الولايات المتحدة بواسطة هجوم بطائرة بدون طيار في باكستان في 22 نوفمبر 2008، بينما نفت عائلته مقتله في البداية.
وذكر بعض زملائه في السجن أنهم يعتقدون أنه لم يهرب، بينما قال محامي عائلة رؤوف أنه ربما يكون قد قتل في السجن، بينما تعتقد مصادر أمنية بريطانية أنه ما زال على قيد الحياة.
في 27 أكتوبر 2012 أكدت عائلة رؤوف رسميًا مقتله في هجوم طائرة أمريكية بدون طيار، وقال صديق للعائلة أن العائلة سترفع دعوى قضائية ضد الحكومة البريطانية، قائلًا: «نحن نريد العدالة لابننا الذي قتل في ظروف غامضة بدم بارد، رؤوف لم تكن لديه فرصة للدفاع عن نفسه، لقد اتُهم بجرائم بشعة، ودون أي محاكمة أصبح أشلاءً بواسطة طائرة بدون طيار يسيطر عليها جندي يجلس على بعد آلاف الأميال في الولايات المتحدة.»